# خورخي هيرنانديز (لاعب كرة قدم إسباني)
خورخي هيرنانديز (بالإسبانية: Jorge Hernández Diéguez)‏ هو لاعب كرة قدم إسباني في مركز نصف الجناح، ولد في 6 فبراير 1992 في Sanzoles ‏ في إسبانيا. لعب مع ريال بلد الوليد ب وريال بلد الوليد ونادي سمورة.

## وصلات خارجية
- خورخي هيرنانديز على موقع قاعدة بيانات كرة القدم.إي يو (الإنجليزية)
- خورخي هيرنانديز على موقع Soccerway.com (الإنجليزية)
- خورخي هيرنانديز على موقع AS.com (الإسبانية)